# Princípio da relatividade
Na física, o princípio da relatividade é a exigência de que as equações que descrevem as leis da física tenham a mesma forma em todos os quadros de referência (referenciais) admissíveis.
Por exemplo, na estrutura da relatividade especial (restrita), as equações de Maxwell têm a mesma forma em todos os quadros de referência (referenciais) inerciais. Na estrutura da relatividade geral, as equações de Maxwell ou as equações de campo de Einstein têm a mesma forma em quadros de referência (referenciais) arbitrários.
Vários princípios da relatividade foram aplicados com sucesso em toda a ciência, seja implicitamente (como na mecânica newtoniana), ou explicitamente (como na relatividade especial (restrita) e na relatividade geral de Albert Einstein).

## Conceitos básicos
Certos princípios da relatividade têm sido amplamente assumidos na maioria das disciplinas científicas. Uma das mais difundidas é a crença de que qualquer lei da natureza deve ser sempre a mesma; e as investigações científicas geralmente assumem que as leis da natureza são as mesmas, independentemente da pessoa que as mede. Esses tipos de princípios foram incorporados à investigação científica nos níveis mais fundamentais.
Qualquer princípio da relatividade prescreve uma simetria na lei natural: isto é, as leis devem parecer as mesmas para um observador e para outro. De acordo com um resultado teórico chamado teorema de Noether, qualquer tal simetria também implicará uma lei de conservação paralela. Por exemplo, se dois observadores em momentos diferentes veem as mesmas leis, uma quantidade chamada energia será conservada. Sob essa luz, os princípios da relatividade fazem previsões testáveis sobre como a natureza se comporta.

## Princípio da relatividade especial
De acordo com o primeiro postulado da teoria da relatividade especial (restrita):
Princípio da relatividade especial: Se um sistema de coordenadas K é escolhido de modo que, em relação a ele, as leis físicas sejam válidas em sua forma mais simples, as mesmas leis são válidas em relação a qualquer outro sistema de coordenadas K' movendo-se em translação uniforme em relação a K.— Albert Einstein: Os Fundamentos da Teoria da Relatividade Geral, parte A, §1
Este postulado define um quadro de referência (referencial) inercial.
O princípio da relatividade especial afirma que as leis físicas devem ser as mesmas em todos os quadros de referência (referenciais) inerciais, mas que podem variar entre os que não são inerciais. Este princípio é usado tanto na mecânica newtoniana quanto na teoria da relatividade especial (restrita). Sua influência neste último é tão forte que Max Planck deu à teoria o nome do princípio.
O princípio exige que as leis físicas sejam as mesmas para qualquer corpo em movimento a velocidade constante e para um corpo em repouso. Uma consequência é que um observador em um quadro de referência (referencial) inercial não pode determinar uma velocidade absoluta ou direção de viagem no espaço e pode apenas falar de velocidade ou direção relativa a algum outro objeto.
O princípio não se estende a quadros de referência (referenciais) que não são inerciais porque esses quadros de referência (referenciais) não parecem, na experiência geral, obedecer às mesmas leis da física. Na física clássica, forças fictícias são usadas para descrever a aceleração em quadros de referência (referenciais) que não são inerciais.

### Na mecânica newtoniana
O princípio da relatividade especial foi explicitamente enunciado, pela primeira vez, por Galileu Galilei (em 1632), em seu Diálogo sobre os Dois Principais Sistemas do Mundo, usando a metáfora do navio de Galileu.
A mecânica newtoniana acrescentou ao princípio especial vários outros conceitos, incluindo as leis do movimento, a gravitação e a afirmação de um tempo absoluto. Quando formulado no contexto dessas leis, o princípio da relatividade especial afirma que as leis da mecânica são invariantes sob uma transformação de Galileu.

### Na relatividade especial (restrita)
Joseph Larmor e Hendrik Lorentz descobriram que as equações de Maxwell, usadas na teoria do eletromagnetismo, eram invariantes apenas por uma certa mudança de unidades de tempo e comprimento. Isso deixou alguma confusão entre os físicos, muitos dos quais pensavam que um éter luminífero era incompatível com o princípio da relatividade, na forma como foi definido por Henri Poincaré:

O princípio da relatividade, segundo o qual as leis dos fenômenos físicos devem ser as mesmas, seja para um observador fixo, seja para um observador transportado em um movimento uniforme de translação; de modo que não temos e não poderíamos ter nenhum meio de discernir se somos ou não levados por tal movimento.— Henri Poincaré, 1904
Em seus artigos (de 1905) sobre eletrodinâmica, Henri Poincaré e Albert Einstein explicaram que, com as transformações de Lorentz, o princípio da relatividade se mantém perfeitamente. Einstein elevou o princípio da relatividade (especial) a um postulado da teoria e derivou as transformações de Lorentz desse princípio combinado com o princípio da independência da velocidade da luz (no vácuo) a partir do movimento da fonte. Esses dois princípios foram reconciliados por um reexame dos significados fundamentais dos intervalos de espaço e tempo.
A força da relatividade especial (restrita) reside no uso de princípios simples e básicos, incluindo a invariância das leis da física sob uma mudança de quadros de referência (referenciais) inerciais e a invariância da velocidade da luz no vácuo. (Ver também: Covariância de Lorentz.)
É possível derivar a forma das transformações de Lorentz apenas a partir do princípio da relatividade. Usando apenas a isotropia do espaço e a simetria implícita no princípio da relatividade especial, pode-se mostrar que as transformações do espaço-tempo entre referenciais inerciais são galileanas ou lorentzianas. Se a transformação é realmente galileana ou lorentziana, deve ser determinado com experimentos físicos. Não é possível concluir que a velocidade da luz c é invariante apenas pela lógica matemática. No caso lorentziano, pode-se então obter a conservação do intervalo relativístico e a constância da velocidade da luz.

## Princípio da relatividade geral
O princípio da relatividade geral afirma:
Todos os sistemas de referência são equivalentes no que diz respeito à formulação das leis fundamentais da física.— C. Møller, A Teoria da Relatividade, página 220
Ou seja, as leis físicas são as mesmas em todos os quadros de referência (referenciais) – inerciais ou que não são inerciais. Uma partícula carregada acelerada pode emitir radiação síncrotron, embora uma partícula em repouso não o faça. Se considerarmos agora a mesma partícula carregada acelerada em seu quadro (referencial) de repouso que não é inercial, ela emite radiação em repouso.
A física, em quadros de referência (referenciais) que não são inerciais, foi historicamente tratada por uma transformação de coordenadas. Primeiro, para um quadro de referência (referencial) inercial, realizando os cálculos necessários nele, e usando outro para retornar ao quadro de referência (referencial) que não é inercial. Na maioria dessas situações, as mesmas leis da física podem ser usadas se certas forças fictícias previsíveis forem adicionadas em consideração; um exemplo é um quadro de referência (referencial) de rotação uniforme, que pode ser tratado como um quadro de referência (referencial) inercial se adicionarmos uma força centrífuga fictícia e uma força de Coriolis em consideração.
Os problemas envolvidos nem sempre são tão triviais. A relatividade especial (restrita) prevê que um observador em um quadro de referência (referencial) inercial não vê objetos que ele descreveria como se movendo mais rápido que a velocidade da luz. No entanto, no quadro de referência (referencial) que não é inercial da Terra, tratando um ponto na Terra como um ponto fixo, observa-se que as estrelas se movem no céu, circulando uma vez  por dia ao redor da Terra. Como as estrelas estão a anos-luz de distância, essa observação significa que, no quadro de referência (referencial) que não é inercial da Terra, qualquer um que olhe para as estrelas está vendo objetos que parecem estar se movendo mais rápido que a velocidade da luz.
Uma vez que quadros de referência (referenciais) que não são inerciais não obedecem ao princípio da relatividade especial, tais situações não são autocontraditórias.

### Relatividade geral
A relatividade geral foi desenvolvida por Einstein nos anos de 1907-1915. A relatividade geral postula que a covariância de Lorentz global da relatividade especial (restrita) torna-se uma covariância de Lorentz local na presença de matéria. A presença de matéria "curva" o espaço-tempo, e essa curvatura afeta o caminho das partículas livres (e até mesmo o caminho da luz). A relatividade geral usa a matemática da geometria diferencial e dos tensores para descrever a gravitação como um efeito da geometria do espaço-tempo. Einstein baseou essa nova teoria no princípio da relatividade geral e nomeou a teoria em homenagem ao princípio subjacente.